# Matthew Cowley
Matthew Cowley (ur. 2 sierpnia 1897 w Preston, zm. 13 grudnia 1953 w Los Angeles) – amerykański przywódca religijny, misjonarz i prawnik.

## Życiorys
Urodził się w Preston w stanie Idaho, jako szóste z ośmiorga dzieci Matthiasa F. Cowleya i Abbie Hyde. Kilka miesięcy po jego przyjściu na świat rodzina przeniosła się do Salt Lake City, w związku z powołaniem Matthiasa w skład Kworum Dwunastu Apostołów. Jako sześciolatek otrzymał błogosławieństwo patriarchalne. Kształcił się w Ensign College (wówczas znanym pod nazwą  Latter-day Saints’ University) w Salt Lake City. Podjął studia na Uniwersytecie Utah, później natomiast na wydziale prawa Uniwersytetu Jerzego Waszyngtona w Waszyngtonie. Pracował dla reprezentującego Utah senatora Reeda Smoota oraz dla Komisji Finansów amerykańskiego Senatu. Po powrocie do Salt Lake City otworzył w tym mieście prywatną praktykę prawniczą, został także przyjęty do Utah State Bar Association.
Pierwotnie służbę misjonarską, tradycyjną część życiorysu młodych mężczyzn w ówczesnej kulturze mormońskiej, miał odbyć na Hawajach, podobnie jak jego starszy brat. Ostatecznie jednak jego przydział zmieniono na Nową Zelandię. Na misji w tym kraju spędził pięć lat – od 1914 do 1919. Misja ta stała się początkiem jego długoletniego, głębokiego związku z maoryską kulturą. Biegle opanował maoryski, był autorem zrewidowanego przekładu Księgi Mormona na ten język. Zlecono mu także opracowanie pierwszych maoryskich przekładów Nauk i Przymierzy oraz Perły Wielkiej Wartości – innych prac uznawanych przez świętych w dniach ostatnich za pisma święte. Swe nowozelandzkie kontakty podtrzymywał również po zakończeniu misji. Prowadził rozległą korespondencję z maoryskimi przyjaciółmi, pozostając przy tym bacznym obserwatorem polityki Kościoła wobec Nowej Zelandii. Jego doświadczenie w tym zakresie przyniosło mu powołanie na prezydenta misji nowozelandzkiej w 1938. Pozostał na tym stanowisku przeszło siedem lat, do USA powracając dopiero we wrześniu 1945. W październiku 1945 włączony do Kworum Dwunastu Apostołów. Początkowo został skierowany do objazdu po misjach lamanickich, pracujących wśród Indian północnoamerykańskich. W grudniu 1946 pierwsze prezydium powierzyło mu nadzór nad działalnością wszystkich misji mormońskich w rejonie Pacyfiku. Zwolniony z tego zadania w 1949, nadzorował następnie konferencje palików (grup gmin lub okręgów) oraz reorganizację struktur kościelnych w Stanach Zjednoczonych.
W ostatnich latach życia zmagał się z problemami zdrowotnymi, doznał zawału w marcu 1946. Zmarł w Los Angeles w grudniu 1953, dwa dni po ceremonii położenia kamienia węgielnego pod budowę świątyni w tym mieście.
Nazywany apostołem Pacyfiku oraz polinezyjskim apostołem. Ceniony za swoją biegłość w języku maoryskim; był wielkim zwolennikiem jego obecności w życiu religijnym nowozelandzkich mormonów. Przejawiał wobec Maorysów swego rodzaju paternalistyczną wielkoduszność, próbując wpoić im amerykańską etykietę czy zaznajomić ich z amerykańską muzyką i tańcami. Na tle ówczesnego mormońskiego przywództwa wyróżniał się niemniej wyjątkową otwartością wobec kultur o nieeuropejskim pochodzeniu. 
13 lipca 1922 w świątyni w Salt Lake City poślubił Elvę Eleanor Taylor. Para doczekała się jednego dziecka, córki Eleanor Jewell. Adoptowała również i wychowała pochodzącego z Nowej Zelandii chłopca o częściowo maoryskich korzeniach.